# Wilhelm von Tümpling

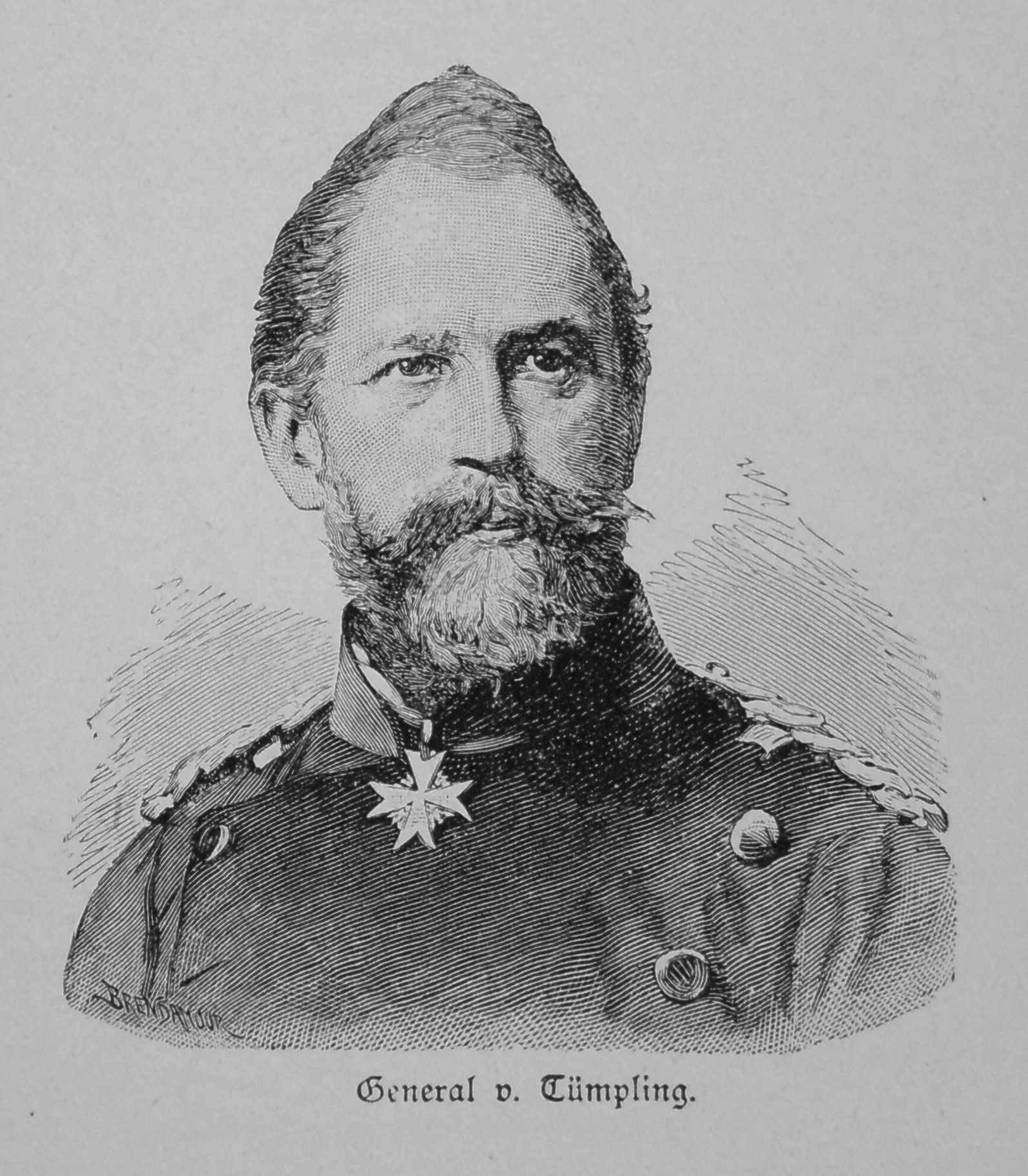
Tướng Wilhelm von Tümpling

Wilhelm Ludwig Karl Kurt Friedrich von Tümpling (30 tháng 12 năm 1809 tại Pasewalk – 13 tháng 2 năm 1884 tại Talstein thuộc Jena) là một sĩ quan Phổ, đã được thăng đến cấp Thượng tướng Kỵ binh. Mặc dù ban đầu ông định theo đuổi một sự nghiệp dân sự, ông đã gia nhập quân đội Phổ và có được một sự nghiệp quân sự thành công. Ông đã tham chiến trong cuộc Chiến tranh Áo-Phổ (1866) và cuộc Chiến tranh Pháp-Đức (1870 – 1871).

## Tiểu sử

### Thân thế
Wilhelm sinh vào tháng 12 năm 1809, trong gia đình quý tộc lâu đời von Tümpling. Ông là con trai của Adam von Tümpling (10 tháng 5 năm 1781 tại Soldau – 10 tháng 8 năm 1871 tại Potsdam) với người vợ thứ nhất của ông này là Ernestine Wilhelmine Gräfin von Bohlen (16 tháng 11 năm 1783 tại Neidenburg – 7 tháng 3 năm 1815 tại Pasewalk). Ông thân sinh của ông là một Thượng tướng Kỵ binh và đã được trao tặng nhiều phần thưởng quân sự, trong đó có Huân chương Đại bàng Đen.

### Sự nghiệp quân sự
Ban đầu, Tümpling nuôi ý ưởng trở thành một luật sư. Sau khi tốt nghiệp Trung học Chính quy Grauen Kloster ở Berlin, ông học khoa Luật tại Đại học Heidelberg và tại đây ông gia nhập Liên đoàn Sinh viên Saxo-Borussia vào năm 1829.
Phải đến ngày 25 tháng 7 năm 1830, ông mới nhập ngũ Quân đoàn Vệ binh với tư cách là ứng viên sĩ quan, tiếp theo đó ông được phong quân hàm Thiếu úy vào ngày 18 tháng 6 năm 1831. Nhờ vào trình độ giáo dục khoa học của mình, ông được thăng tiến như diều gặp gió và do vậy việc chậm trễ gia nhập quân ngũ của ông không có ảnh hưởng xấu đến con đường binh nghiệp của ông. Mùa thu năm 1833, ông vào học tại Trường Quân sự Tổng hợp (Allgemeinen Kriegsschule), rồi gia nhập Cục Đo đạc Địa hình vào năm 1837. Hai năm sau, ông được tuyển dụng vào Bộ Tổng tham mưu vào năm 1839, rồi trở thành sĩ quan thường trực của Bộ Tổng tham mưu vào năm 1841. Trước đó, ông được thăng cấp hàm Trung úy vào năm 1840. Hai năm sau (1842), ông được chuyển vào Bộ Tham mưu của Quân đoàn VIII tại Koblenz vào ngày 12 tháng 4, đồng thời được lên quân hàm Đại úy. Đến ngày 27 tháng 3 năm 1848, với cấp bậc Thiếu tá, ông được đổi từ Koblenz về kinh đô Berlin để phụng sự Bộ Tổng tham mưu. Với cương vị là sĩ quan Bộ Tổng Tham mưu, ông đã tham gia cùng Sư đoàn số 1 (Hậu vệ) dưới sự chỉ huy của tướng von Hannecken, trực thuộc Quân đoàn I do tướng von Hirschfeldt thống lĩnh, đánh dẹp cuộc nổi dậy tại Baden vào năm 1849.
Sau đó, kể từ cuối năm 1850, ông trở lại phục vụ quân đội tiền tuyến. Thoạt tiên, ông được bổ nhiệm làm sĩ quan tham mưu của Trung đoàn Long kỵ binh số 4 tại Lüben. Ba năm sau (1853), ông được lãnh chức Tư lệnh đầu tiên trong sự nghiệp của mình khi được đổi làm Trung đoàn trưởng Trung đoàn Long kỵ binh số 5. Mùa hè năm sau (1854), ông được điều đến Potsdam làm Trung đoàn trưởng Trung đoàn Thương kỵ binh Cận vệ số 1. Cuối năm 1857, ông được thăng cấp Đại tá và Lữ đoàn trưởng Lữ đoàn Kỵ binh số 11 ở Breslau. Ông chỉ huy lữ đoàn của mình ở đây cho đến đầu năm 1863, khi ông được nhậm chức Sư đoàn trưởng Sư đoàn số 5 (đóng quân tại Frankfurt an der Oder) với cấp hàm Trung tướng.
Trong cuộc Chiến tranh Đức-Đan Mạch năm 1864, mặc dù các thành phần thuộc sư đoàn của ông có tham gia chiến trận, chẳng hạn như trong trận đột chiếm Düppel và trận đánh chiếm Fehmarn, ông không tham gia chiến đấu và ở lại Kiel trong suốt chiến dịch. Trong cuộc Chiến tranh Áo-Phổ năm 1866, sư đoàn của ông là một phần thuộc biên chế của Tập đoàn quân số 1 dưới sự thống lĩnh của Friedrich Karl, đã vượt biên giới Böhmen để tấn công Áo vào ngày 23 tháng 6. Cuộc chiến đã mang lại cho ông cơ hội chỉ huy chiến trường lần đầu tiên, đó là trận Gitschin vào ngày 29 tháng 6 năm 1866. Tại đây, ông được giao nhiệm vụ tiến đánh thị trấn Gitschin theo con đường từ hướng bắc qua Knitznitz trong một đòn đánh gọng kìm nhằm chiếm giữ Gitschin. Sau vài tiếng đồng hồ giao tranh dữ dội, ông quyết tâm dứt điểm trận đánh bằng một đợt tấn công của bộ binh do ông trực tiếp chỉ huy và bị trọng thương. Vì vậy, ông phải nằm viện trong thời gian còn lại của chiến dịch. Tuy nhiên, cuộc tiến công đã giành thắng lợi, quân đội Phổ làm chủ Gitschin vào buổi tối và thành tích này đã mang lại cho ông Huân chương Quân công cao quý nhất của Phổ. Sau khi cuộc chiến tranh chấm dứt, ông là Toàn quyền của Vương quốc Sachsen trong vòng vài tuần lễ. Kể từ ngày 30 tháng 10 nắm 1866, Tümpling là Tướng tư lệnh của Quân đoàn VI, đặt bản doanh tại Breslau.
Khi cuộc Chiến tranh Pháp-Đức (1870 – 1871) bùng nổ, Quân đoàn VI dưới quyền ông được giữ lại tỉnh Schlesien, để phòng khi người Áo tham chiến về phía Pháp. Sau khi tình hình cho thấy rõ là Áo sẽ không liên minh với Pháp trong cuộc chiến, quân đoàn của ông mới được triệu tập vào ngày 6 tháng 8 tại Landau, rồi từ đây họ kéo đến chiến trường Pháp. Cho đến thời điểm mà Quân đoàn VI hội quân với phần còn lại của Tập đoàn quân số 3 do Thái tử Friedrich Wilhelm, quân đội Đức đã cô lập được Metz. Trong khi Tập đoàn quân số 3 hành quân về hướng Bắc để tấn công Tập đoàn quân Châlons của Pháp dưới quyền Napoléon III và MacMahon, Tümpling được giữ lại bảo vệ sườn và hậu quân của Tập đoàn quân. Vì thế, khi trận đánh quyết định tại Sedan bùng nổ, ông đóng bản doanh tại Attigny và dĩ nhiên là không tham gia trận này. Ông được giao nhiệm vụ chặn đường rút của các lực lượng Pháp tháo chạy từ Sedan để họ không thể về được Paris. Mặc dù vậy, Quân đoàn XIII của Pháp do tướng Joseph Vinoy chỉ huy đã thoát khỏi cái bẫy này và tới được Paris. Trong cuộc vây hãm Paris, Quân đoàn VI dưới quyền ông án ngữ tại khu vực phía Tây Nam thành phố. Trong trận Chevilly vào ngày 30 tháng 9 năm 1870, họ đập tan một cuộc đột vây của quân Pháp do Vinoy cầm đầu, gây cho địch thủ nhiều thiệt hại.
Sau thắng lợi hoàn toàn của người Đức trong cuộc chiến, tướng von Tümpling kéo quân trở về Breslau. Nhưng trước đó, ông đã tham gia đội quân danh dự trong lễ diễu binh chiến thắng ở kinh thành Berlin. Ngoài ra, ông cũng được phong tặng Huân chương Đại bàng Đen vào năm 1875 và được phong chức Trưởng Đại tá (Regimentschef) của Trung đoàn Long kỵ binh số 15 (số 3 Schlesien). Đến năm 1883, vì vấn đề sức khỏe, Tümpling giải ngũ. Ít lâu sau, ông từ trần vào tháng 2 năm 1884 ở Jena.

## Kỷ niệm
- Nhà điêu khắc Otto Späte, quê ở Jena, đã tạc một bức tượng bán thân của Tướng Wilhelm von Tümpling, được đặt tại Bảo tàng Quốc gia Weimar.